# Siwāk

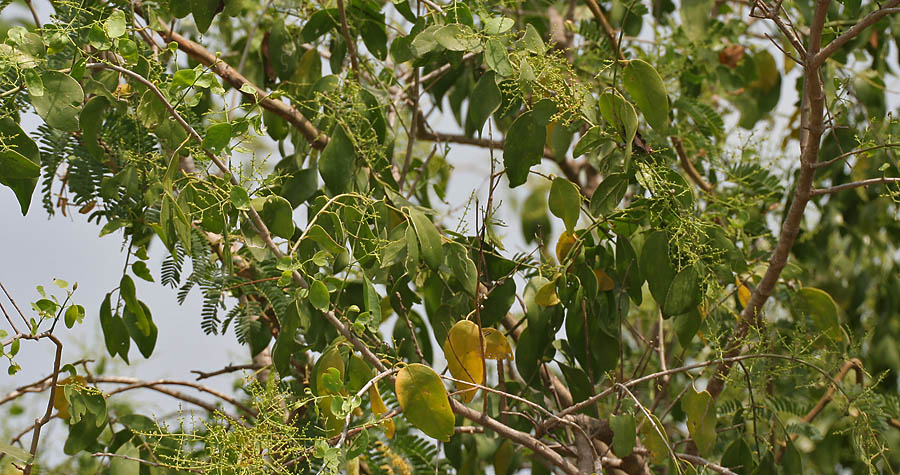
La Salvadora persica, pianta da cui si ricava il siwāk

Nella cultura araba, il siwāk o miswak (utilizzato anche in Senegal) è uno strumento per l'igiene dentale a metà tra lo stuzzicadenti e lo spazzolino da denti. Tradizionalmente, si tratta di un ramoscello di Salvadora persica usato per ripulire i denti dai residui di cibo; reca beneficio pure il fregarlo su denti e gengive.
Quale vera pratica igienica, stando agli hadith, lo stesso profeta dell'Islam l'avrebbe raccomandata.
È usato spesso anche in Italia
Infatti la tradizione vuole che Maometto, poco prima di morire,  si sia alquanto ripreso e abbia sentito l'esigenza di provvedere alla propria igiene. «La moglie ʿĀʾisha, credendolo guarito, gli chiese se voleva un legnetto per pulirsi i denti (il miswak); il Profeta annuì. Quella, avendo in casa un miswak non era ancora intagliato, lo prese, lo ammorbidì masticandolo, e quindi lo diede al Profeta, il quale se lo fregò con vigore sui denti. ʿĀʾisha disse: “Non fregare forte se non vuoi rovinarti i denti!”. Egli rispose: «ʿĀʾisha, Gabriele mi ha sempre raccomandato di fare in questo modo...”».